# フルィホーリイ・スコヴォロダ
フルィホーリイ・スコヴォロダ（ウクライナ語：Григорій Сковорода、1722年12月3日 - 1794年11月9日）は、近世ウクライナの哲学者、文人、詩人。「ウクライナのソクラテス」と呼ばれる。ロシア帝国初の哲学者。

## 生涯・人物
フルィホーリイ・スコヴォロダは、1722年12月3日、ロシア帝国の属国となったヘーチマン国家のキエフ県ルーブヌィ連隊チェルニーヒウ村、サーヴァ・スコヴォロダというウクライナ・コサックの家に生まれた。1734年から1753年までキエフ・アカデミーで人文科学を中心とした学問に取り組んでいたが、その間たびたび休学し、1741年から1744年までサンクトペテルブルクでロシア皇帝合唱団で歌い、1745年から1750年までハンガリーへのロシア使節団楽団の指揮者として勤め、さらに、1750年から1751年までの間にはペレヤスラウ・カレッジで詩論を教えた。1751年にキエフ・アカデミーでの勉強を再開したが、4年かかる神学の課程を2年目の途中で止めて、1753年から1759年までに家庭教師としてペレヤスラウ地方の地主の家に仕えた。その後、ハルキウへ移住し、ハルキウ・カレッジで詩論（1759年 - 1760年）、統語論とギリシャ語（1762年 - 1764年）ならびに倫理学（1768年 - 1769年）を教えた。しかし、1769年に倫理学の教授法に関してなされたカレッジの聖職者の批判によってポストを失い、定職を探すことを諦めて残りの25年間を旅人として友人を訪れながら、東ウクライナを巡回し続けた。旅の途中、独自の作品と外国の思想家の翻訳を完成させた。1794年11月9日、ハリコフ県パン・イヴァニウカ村にある友人の家で死去した。スコヴォロダの墓石には、彼の遺言に従って「現世が私を捕らえようとしたが、捕らえることはできなかった」と刻まれていた。

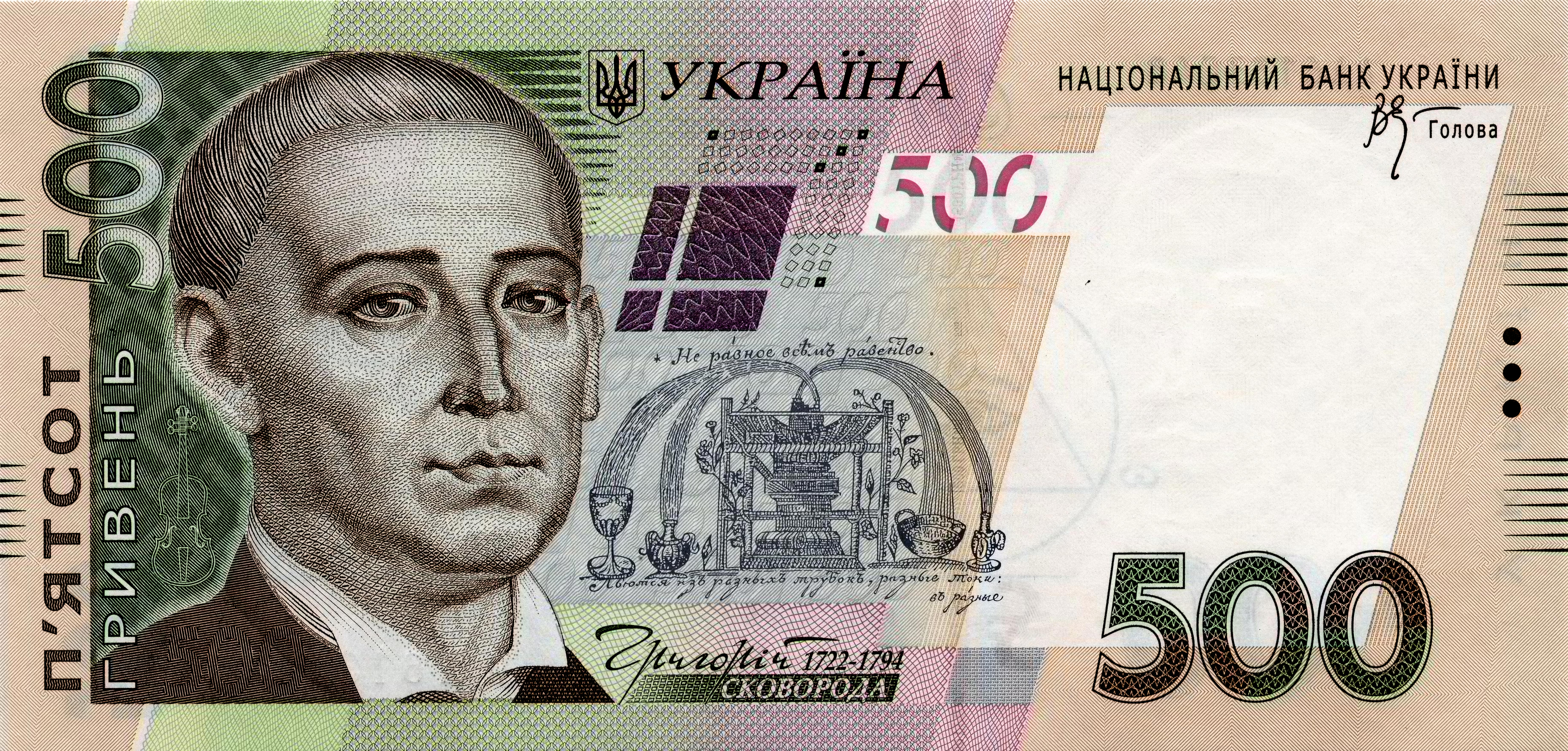
ウクライナ通貨500フリヴニャ紙幣、表面（フルィホーリイ・スコヴォロダの肖像）

## 作品・思想
スコヴォロダの作品は以下の通りである。
- 『神秘な歌の庭」（1753年 - 1785年）：詩集
- 『ハルキウの物語』（Басни харковскія、1769年 - 1774年）：寓話集
- 『ナルキッス。己の自覚について話』（Наркісс. Разглагол о том: узнай себе、1769年‐1771年）：哲学論
- 『川辺の会話』（Беседа нареченная...、1772年）：問答書
- 『真の幸せについての五人の旅人の話』（Разговор пяти путников о истинном щастіи в жизни、1773年）：問答書
- 『アルファベットという話、あるいは世界のイロハ』（Разговор, называемый алфавіт, или Букварь мира、1773年）：哲学論
- 『指輪』（Кольцо、1773年）：哲学論
- 『アルキヴィアドのイコン』（Икона Алківіадская、1776年）：哲学論
- 『ロトウの奥さん』（Жена Лотова、1780年 - 1788年）：哲学論
- 『聖ミカエルと悪魔との論争』（Брань архистратига Михаила со сатаною、1783年‐1788年）：問答書
- 『高貴なエロジイ』（Благородный Еродій、1787年）：問答書
- 『貧しい雲雀』（Убогій Жайворонок、1787年）：問答書
- 『問答：蛇の大洪水』（Діялог. Имя ему - Потоп зміин、1788年‐1791年）：問答書

その他は、キケロ、プルタルコス、ホラティウス、オウィディウスの翻訳がある。作品の言語は、ウクライナ語の用語が混じった教会スラヴ語、ギリシャ語とラテン語である。

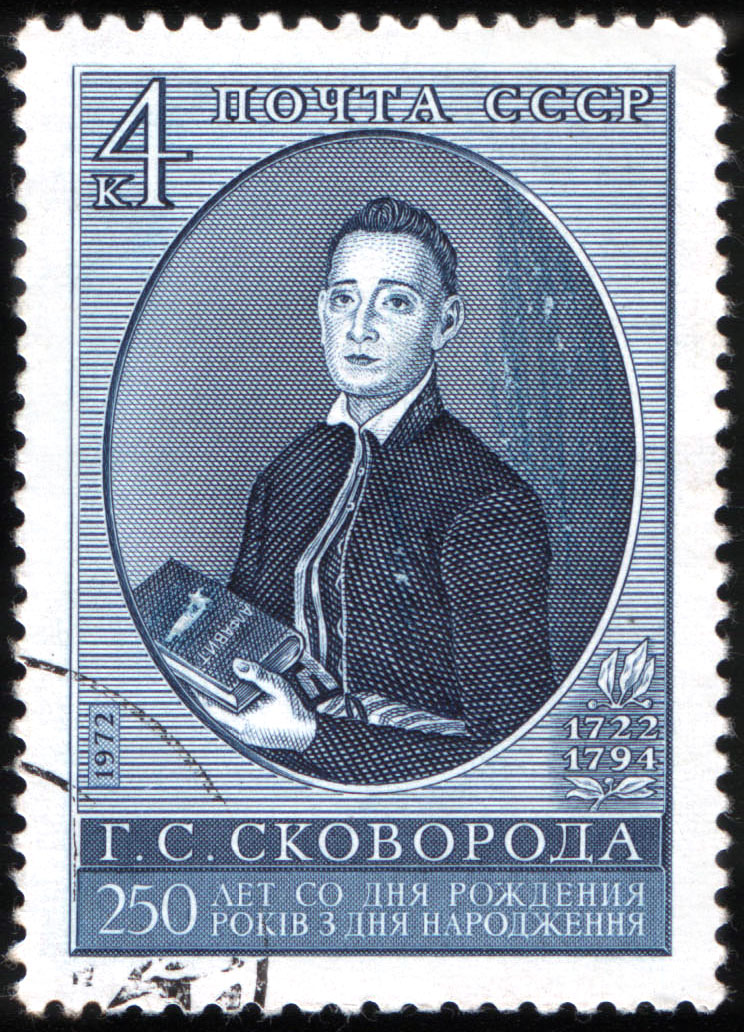
1972年にソビエト連邦が発行した生誕250周年切手

スコヴォロダの作品は、バロック風の問答形式で書かれていて、スコヴォロダが深く研究していた聖書の影響を深く受けている。その作品の中では、2つの天性と3つの世界についての教えが登場する。
スコヴォロダによれば、すべてのものは可視天性と不可視天性という2つ天性を有しているという。前者は人の目で見ることができるものの実存であるが、後者は人の目から隠されたものの本質である。その本質を把握できる人間は、知欲のある者、人情の厚い者、現世と実在にとらわれない者のみである。そのような人間は、ものの本質を把握した上で、初めてものを正確に理解できるという。ものの理解は、3つの世界である宇宙・聖書・人間（自分）を知るために不可欠である。知恵の大世界である宇宙は、聖書の中で記号されていて、小世界である人間が聖書を考察することによって宇宙に近づくができる。聖書は宇宙を理解させることによって人間の脳や知識などを豊かにしてるのではなく、人間を幸せへ導く心を豊かにしているのである。
スコヴォロダは、ソクラテスの自覚論に基づいて、人間は自らの不可視天性、自らの本質を知れば、幸せになれると唱えている。自覚して心の豊かな人間だけ社会の中で自分に相応しい場を占め、満足できるような成果を上げることが出来るという。スコヴォロダは、人間の心が豊かになれば、社会全体も豊かになると信じていたのである。
スコヴォロダの作品は、ロシア正教会の抵抗によってスコヴォロダの存命中に出版されることがなかった。しかし、貴賎問わずスコヴォロダの人気は高く、彼の作品は余多の写本としてウクライナのみならず、ロシアのサンクトペテルブルクでも流布していた。初の出版は、スコヴォロダが死んだ100年後、1894年に行われた。

## 発言
- よく考えてから、判断しなさい。ゆっくりと急ぎなさい！
- 幸せをつかんだ人は幸せである。しかし、その幸せを生かせる人はもっと幸せ。
- 時間を無駄にしたときこそ時間の価値がわかるのだ。
- 黒を知らない人が白について語れない。
- 先ず自分の父母を尊敬して仕えなさい。父母はあなたがお世話になっている不可視な力の顕れであるからだ。
- 神様は、この世で必要なものを簡単に、あまり必要のないものを複雑にしてくださったのだ。
- 何も必要としない者は、天に近い。
- 百合は染色工場は要らない。そのまま赤いからだ。
- 狼が笛を吹き、熊が踊り、山羊が太鼓を叩く。そんな時は笑うのが当然だ。損のない食い違いはおもしろいからだ。しかし、狼が羊飼いに、熊が養蜂家に、山羊が相談役になったときは、大変だ。
- 鋭い知恵を持つ人は多いが、考えることのできる人は少ない。
- 馬を殺す人は、馬に不味いえさをやっている人ではなく、馬に美味しいえさをやり、乗馬を適度にしない人である。
- 真実は薬と同様に必ずしも甘くない。
- やりがいがなければ、簡単なものも複雑に見える。
- 人生は旅路であり、友好はその道の車である。

## 注
1. ↑  ″It was a peculiar Russian that grew up on the Ukrainian substrat″. Shevelyov G. Skovoroda’s Language and Style // Hryhorij Savyč Skovoroda. An Anthology of Critical Articles. Edmonton — Toronto 1994. P. 129.; ″In Summary, the language of Skovoroda, minus its many biblical and ecclesiastical, political and personal features is, in its foundation, the Slobozhanshchina variety of standard Russian as used by the educated″. Shevelyov G. Skovoroda’s Language and Style // Hryhorij Savyč Skovoroda. An Anthology of Critical Articles. Edmonton — Toronto 1994. P. 131.
2. ↑  現在、ウクライナ、ポルタヴァ州、チョルヌーフィ町
3. ↑  その折に、オーストリア、ポーランド、ドイツとイタリアを歴訪する。
4. ↑  現在、ウクライナ、ハルキウ州、スコヴォロドィーニウカ村